# Finale della Coppa delle nazioni africane 1984
La finale della Coppa delle nazioni africane 1984 si disputò il 18 marzo 1984 allo Stadio Félix Houphouët-Boigny di Abidjan, tra le nazionali di Camerun e Nigeria. La partita fu vinta per 3-1 dal Camerun che si aggiudicò il suo primo trofeo nella massima competizione tra nazionali maschili africane.

## Le squadre
| Squadra | Finali (o spareggi) disputate in precedenza (il grassetto indica la vittoria) |
| ------- | ----------------------------------------------------------------------------- |
| Camerun | Nessuna                                                                       |
| Nigeria | 1 (1980)                                                                      |

## Cammino verso la finale

### Tabella riassuntiva del percorso
| Squadra        | Pt | G |
| -------------- | -- | - |
| Egitto         | 5  | 3 |
| Camerun        | 4  | 3 |
| Costa d'Avorio | 2  | 3 |
| Togo           | 1  | 3 |

| Squadra | Pt | G |
| ------- | -- | - |
| Algeria | 5  | 3 |
| Nigeria | 4  | 3 |
| Ghana   | 2  | 3 |
| Malawi  | 1  | 3 |

## Descrizione della partita
La finale si rese immediatamente in salita per il Camerun, dopo un'uscita maldestra del portiere che lasciò Lawal a porta vuota; il nigeriano segnò il va con un elegante tiro al volo.
La Nigeria continuò a pressare, ma su una ripartenza del Camerun, N'Djeya pareggiò con un gol dal limite dell'area che si insaccò nell'angolino basso.
Il secondo tempo fu più noioso del primo, e i tempi supplementari sembravano rendersi inevitabili, ma al 79' la difesa nigeriana si dimenticò di Abega che, lanciato a rete, scavalcò Okala con un pallonetto.
La Nigeria fu sovrastata e il gol all'84' minuto da parte di Ebongué chiuse definitivamente i conti.
Questa finale fu l'inizio di un'accesa rivalità tra le due nazioni, e la finale Camerun-Nigeria si ripeté nel 1988 e nel 2000:
anch'esse videro il Camerun alzare la coppa.

## Tabellino
| Arbitro: | Ali Bin Nasser |

|                                  |           |           |
| Ndjeya 32’ Abega 79’ Ebongué 84’ | Marcatori | 10’ Lawal |

| Cameroon | Nigeria |

| Camerun             |                     |  |     |
|                     |                     |  |     |
| P                   | Joseph-Antoine Bell |  |     |
| D                   | Ibrahim Aoudou      |  |     |
| D                   | René Ndjeya         |  |     |
| D                   | Isaac Sinkot        |  |     |
| D                   | François N'Doumbé   |  |     |
| C                   | Charles Toubé       |  |     |
| C                   | Théophile Abega     |  |     |
| C                   | Grégoire M'Bida     |  |     |
| C                   | Ernest Ebongué      |  |     |
| A                   | Bonaventure Djonkep |  | 84’ |
| A                   | Roger Milla         |  |     |
| Sostituzioni:       |                     |  |     |
| D                   | Emmanuel Kundé      |  | 84’ |
| CT:                 |                     |  |     |
| Radivoje Ognjanović |                     |  |     |

| Nigeria        |                  |  |     |
|                |                  |  |     |
| P              | Emmanuel Okala   |  |     |
| D              | Stephen Keshi    |  |     |
| D              | Sunday Eboigbe   |  |     |
| D              | Paul Kingsley    |  |     |
| D              | Yisa Shofoluwe   |  |     |
| C              | Henry Nwosu      |  |     |
| C              | Ademola Adeshina |  | 83’ |
| C              | Mudashiru Lawal  |  |     |
| C              | James Etokebe    |  |     |
| A              | Bala Ali         |  | 46’ |
| A              | Humphrey Edobor  |  |     |
| Sostituzioni:  |                  |  |     |
| C              | Clement Temile   |  | 46’ |
| C              | Paul Okoku       |  | 83’ |
| CT:            |                  |  |     |
| Chris Udemezue |                  |  |     |